# Veyradeyre
Veyradeyre – rzeka we Francji, przepływająca przez teren departamentu Ardèche, o długości 16,7 km. Stanowi prawy dopływ rzeki Loary.